# Larry Angulo
Larry Johan Angulo Riascos (ur. 10 sierpnia 1995 w Cali) – kolumbijski piłkarz występujący na pozycji środkowego lub defensywnego pomocnika, od 2024 roku zawodnik kostarykańskiego Alajuelense.